# (6446) Lomberg
(6446) Lomberg es un asteroide perteneciente a asteroides que cruzan la órbita de Marte descubierto el 18 de agosto de 1990 por Eleanor F. Helin desde el Observatorio del Monte Palomar, Estados Unidos.

## Designación y nombre
Designado provisionalmente como 1990 QL. Fue nombrado en honor a Jon Lomberg (n. 1948), virtuoso de las artes gráficas, que se ha destacado en sus interpretaciones de temas espaciales y astronómicos. Uno de los artistas astronómicos más importantes del mundo, trabajó con Carl Sagan y en muchos documentales de televisión sobre ciencia espacial, incluida la serie Cosmos. También fue director de diseño del disco de oro de las Voyager. Sus obras se pueden encontrar en museos y centros científicos de todo el mundo.

## Características orbitales
Lomberg está situado a una distancia media del Sol de 2,317 ua, pudiendo alejarse hasta 3,003 ua y acercarse hasta 1,631 ua. Su excentricidad es 0,296 y la inclinación orbital 23,576 grados. Emplea 1288,20 días en completar una órbita alrededor del Sol.

## Características físicas
La magnitud absoluta de Lomberg es 15,14. Tiene 1,951 km de diámetro y su albedo se estima en 0,464. 